# José Luiz Del Roio
José Luiz Del Roio (San Paolo, 12 marzo 1942) è un politico italiano.

## Biografia
Sin da quando aveva 17 anni è attivo in politica, negli anni '60 si è iscritto al Partito Comunista del Brasile. Ha fondato, con Carlos Marighella, l'Ação Libertadora Nacional (ALN), unendosi alla lotta armata come forma di resistenza alla dittatura.
A causa della repressione, Del Roio andò in esilio in Perù, dove ha collaborato per il governo di Juan Velasco Alvarado, poi in Cile, con l'amministrazione di Salvador Allende. Testimone di un altro colpo di stato militare, quello del generale Augusto Pinochet, Del Roio si trasferì in Algeria. Nel 1975 andò a Mosca e riprese i contatti col PCB e Luís Carlos Prestes.
È stato anche responsabile della custodia e recupero di una buona parte della raccolta documentaria del PCB, che veniva minacciata da continue repressioni militari. Un'operazione rischiosa, in fase di creazione a Milano con l'Archivio Storico del Movimento Operaio Brasiliano.
Oggi i documenti originali sono sotto la custodia dell'Universidade Estadual Paulista (UNESP).

### Elezione a senatore
Alle elezioni politiche del 2006 viene eletto senatore della XV legislatura della Repubblica Italiana nella circoscrizione Lombardia per Rifondazione Comunista, rimane in carica fino al 2008.